# Pī Chelow
Pī Chelow (persiska: پی چلو) är en ort i Iran.   Den ligger i provinsen Mazandaran, i den norra delen av landet, 80 km norr om huvudstaden Teheran. Pī Chelow ligger 1 502 meter över havet och antalet invånare är 123.
Terrängen runt Pī Chelow är bergig västerut, men österut är den kuperad. Pī Chelow ligger nere i en dal. Runt Pī Chelow är det ganska tätbefolkat, med 80 invånare per kvadratkilometer. Närmaste större samhälle är Varāzān, 10,2 km sydost om Pī Chelow. Trakten runt Pī Chelow består i huvudsak av gräsmarker.